# Paul Willis
Paul Willis (Birmingham, 1950.) je britanski društveni znanstvenik poznat po svom radu u sociologiji i kulturnim istraživanjima. Paul Willisov rad je čitan u područjima sociologije, antropologije i edukacije, njegov rad naglašava kulturu potrošača, socijalizacije, glazbe i popularne kulture. Rođen je u Wolverhamptonu i završio Sveučilište u Cambridgeu i Sveučilište u Birminghamu. Radio je u Centru za suvremene kulturne studije i zatim na Sveučilištu u Wolverhamptonu. Bio je profesor socijalne/kulturne etnografije na Sveučilištu Keele. Na jesen 2010. godine, napustio je Sveučilište Keele i sada je profesor na Sveučilištu Princeton.

## Pozadina
Rad Paula Willisa uglavnom je fokusiran, ali ne isključivo, na etnografsko proučavanje živih kulturnih oblika u širokom rasponu konteksta. Od jako strukturiranih do slabo strukturiranog konteksta, Willis proučava kako korištenje `neformalne kulturne proizvodnje` pomaže u stvaranju i izgradnji kulturnog svijeta `odozdo`.
Obučen za književnu kritiku na Cambridgeu, Paul Willis je dobio svoju PhD nagradu 1972. godine od Centra za suvremene kulturne studije u Birminghamu gdje je ostao znanstveni savjetnik do 1972. godine. Izdao je članak na 9. Simpoziju Nacionalne devijantne konferencije u siječnju 1972. godine pod naslovom 'Subkultura motocikala'. Tijekom 1980-tih Willis je služio kao savjetnik za mlade za Wolverhamptonsko vijeće u Engleskoj Midlands. Tamo je izradio The Youth Review (objavljeno od strane vijeća i Ashgate) koji je formirao temelje za politiku mladih i za formiranje demokratski izabranog vijeća mladih, koji i dalje funkcioniraju. Tijekom 1990-tih bio je voditelj Odjela za medije, komunikacije i kulturnih studija, a zatim član grupe profesora na Sveučilištu u Wolverhamptonu. Godine 2000. Willis je suosnivač časopisa Sage,  etnografija (časopis)|etnografija . Willis je 2003. godine zaposlen kao voditelj profesora društvene i kulturne etnografije na Sveučilištu Keele.
Nedavno je Paul Willis postao predavač s titulom profesora na Odjelu sociologije na Sveučilištu Princeton, održavajući Clifford Geertz Komemorativna predavanja na Princetonu 2011. godine. Osim toga, osnivač i urednik je međunarodnog časopisa Ethnography of Sage Publishing. Na Princetonu predaje seminare za mlađe i starije osobe na području istraživačkih metoda, sociologija posla, isto kao i potrebne kolegije za koncentratore, "Tvrdnje i dokazi u sociologiji." Objavio je mnoge članke vezane uz posao, kulturu, edukaciju i metode. Među mnogim njegovim djelima se nalaze i Learning to Labour: How Working Class Kids Get Working Class Jobs i The Ethnographic Imagination.

## Poznati radovi
Paul Willis je najviše poznat po svojim bogatim etnografskim studijima kulture mlade radne klase. Willis je istaknuti član slavnog Birmingham Centra za suvremene kulturne studije, a zajednički je urednih časopisa Ethnography. Njegova najpoznatija djela su Learning to Labour, Profane Culture, i The Ethnographic Imagination. Williove studije razvijale su na raznim terenskim iskustvima dobivenih od običnih ljudi.
U 'Learning to Labour', Willis proveo je duboku etnografiju na skupini radne klase u gradu u West Midlands poznatom po nazivu 'Hammertown'. Objavljeno 1975. godine, Learning To Labour je postao standard u području sociologije i prikazuje relevantnost klase u kognitivnim i simboličkim dimenzijama. U ovoj knjizi, Willis provodi niz intervjua i promatranja unutar škole, s ciljem da otkrije kako i zašto djeca radne klase dobivaju poslove radne klase. Williovi surovi intervjui s 'buntovnim' studentima sugerira da ova protu-školska kultura otpora i vlasti ima snažnu sličnost s kulturom koju se može naći na industrijskim radnim mjestima, ironično na istom mjestu na koje su 'buntovnici' krenuli. Willis naglašava da strukturni uvjeti ograničavaju simbolički rad na rigorozne granice, točnije stalno pokretna, nepopustljiva struktura 'klase'. Willis navodi da je simbolički otpor kratkotrajan, ali ipak, može se favorizirati, ali i potkopati uz pomoć strukturnih uvjeta koji mogu uključivati javnu politiku.
Willis navodi da je motiv njegovog etnografskog snimanja života bilo pokazati oblike humanističke kreativnost, a to je i danas slučaj. "Kao humanist, pokušavam napraviti terorizirani humanizam koji će uvijek čuvati neke elemente kreativnosti."

## Knjige i literatura
- Learning to Labour in New Times, (uređeno uz pomoć Nadine Dolby i Greg Dimitriadis). New York: Routledge, 2004, ISBN 0415948541
- The Ethnographic Imagination, Cambridge: Polity, 2000
- Nuevas Perspectivas Criticas en Educacion. (uređeno u suradnji s M Castells) et al. Barcelona: Paidós Educador, 1994
- Moving Culture, London: Gulbenkian Foundation, 1990
- Common Culture (s S Jones, J Canaan i G Hurd). Milton Keynes: Open University, Press 1990, reprinted 1994 & 1996
- The Youth Review (s A Bekenn, T Ellis i D Whitt). Aldershot: Gower, 1988
- The Social Condition of Young People in Wolverhampton in 1984 (s A Bekenn, T Ellis i D Whitt). Wolverhampton: Wolverhampton Borough Council, 1985
- Learning to Labour|Learning to Labor: How Working Class Kids Get Working Class Jobs Stanley Aronowitz (Introduction), Columbia University Press, 1977, ISBN 0231053576
- Profane Culture, London: Routledge & Kegan Paul, 1978
- Marvel of Nature

## Kritike Willisovog rada
Joan McFarland tvrdi u Britanskom časopisu o sociologiji da u mnogim Willisovim radovima, pa čak i u Learning to Labor, zaključci i mišljenja dolaze s muškog stajališta. Ona navodi da je važno naglasiti nezaposlenost kao glavni oblik nejednakosti, kao što mnogi njegovi radovi prikazuju, njegova muška orijentacija ima efekt marginaliziranja i pogrešnog predstavljanja interesa žena. Isto tako navodi da Willisove preporuke su u jednu ruku anakronističke i previše klasne orijentacije. McFarland konstatira "Dok bi klasa trebala biti središnja analiza nezaposlenosti, važno je naglasiti da su rod i rasa (razvrstavanje ljudi)|rasa isto tako središnji problemi kada se raspravlja o ovoj temi".
Ostali argumenti sugeriraju da Willisov rad trpi od dvije bitne pogreške: esencijalizam i dualizam (filozofija uma)
Međutim, Willis drugačije interpretira svoj rad. Godine 2003., u jednom intervjuu, Willis navodi "Vidim "Learning to Labour“ - i moj najnoviji rad – kao studije o kulturnoj proizvodnji značenja u svakodnevnom životu. U tom pogledu, uvijek se osjećam gurnut u sociološku jaknu kada ljudi uzmu rezultate mojih radova u smislu otpora ili anomije, jer je moja točka gledališta opća proizvodnja značenja unutar konteksta."